# Ville Nousiainen

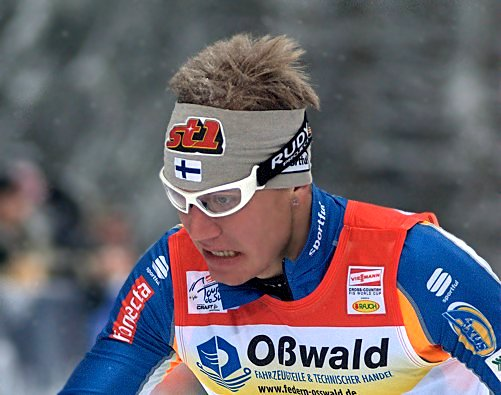
Ville Nousiainen

Ville Nousiainen, född 5 december 1983 i Kouvola i Kymmenedalen, är en finländsk längdåkare.
Nousiainen har tävlat i världscupen sedan 2002 och hans bästa placering i världscupen är en andraplats vid ett 30 kilometerslopp i  Ryssland 2007. Han har också vunnit ett FIS-race över 10 kilometer i Finland.
Nousiainen var med i OS 2006 men fullföljde inte 50 kilometersloppet. Vid VM 2007 i Sapporo slutade han 10:a på 50 kilometer.